# Belgica antarctica
Belgica antarctica Jacobs, 1900 è una specie di moscerino privo di ali della famiglia dei Chironomidi, endemico dell'Antartide.
Lungo da 2 a 6 mm, è il più grande animale terrestre del continente.
Fu chiamata così in onore della prima spedizione invernale in Antartide, effettuata fra il 1897 ed il 1899 sulla nave RV Belgica. Fu infatti in quella spedizione che ne venne scoperta l'esistenza.